# 5 decembrie
ianuarie • februarie • martie  • aprilie  • mai  • iunie  • iulie  • august  • septembrie  • octombrie  • noiembrie  • decembrie
5 decembrie este a 339-a zi a calendarului gregorian și a 340-a zi în anii bisecți. Mai sunt 26 de zile până la sfârșitul anului.

## Evenimente

63 î.Hr.: Cicero ține ultimul său discurs îndreptat împotriva senatorului Lucius Sergius Catilina.

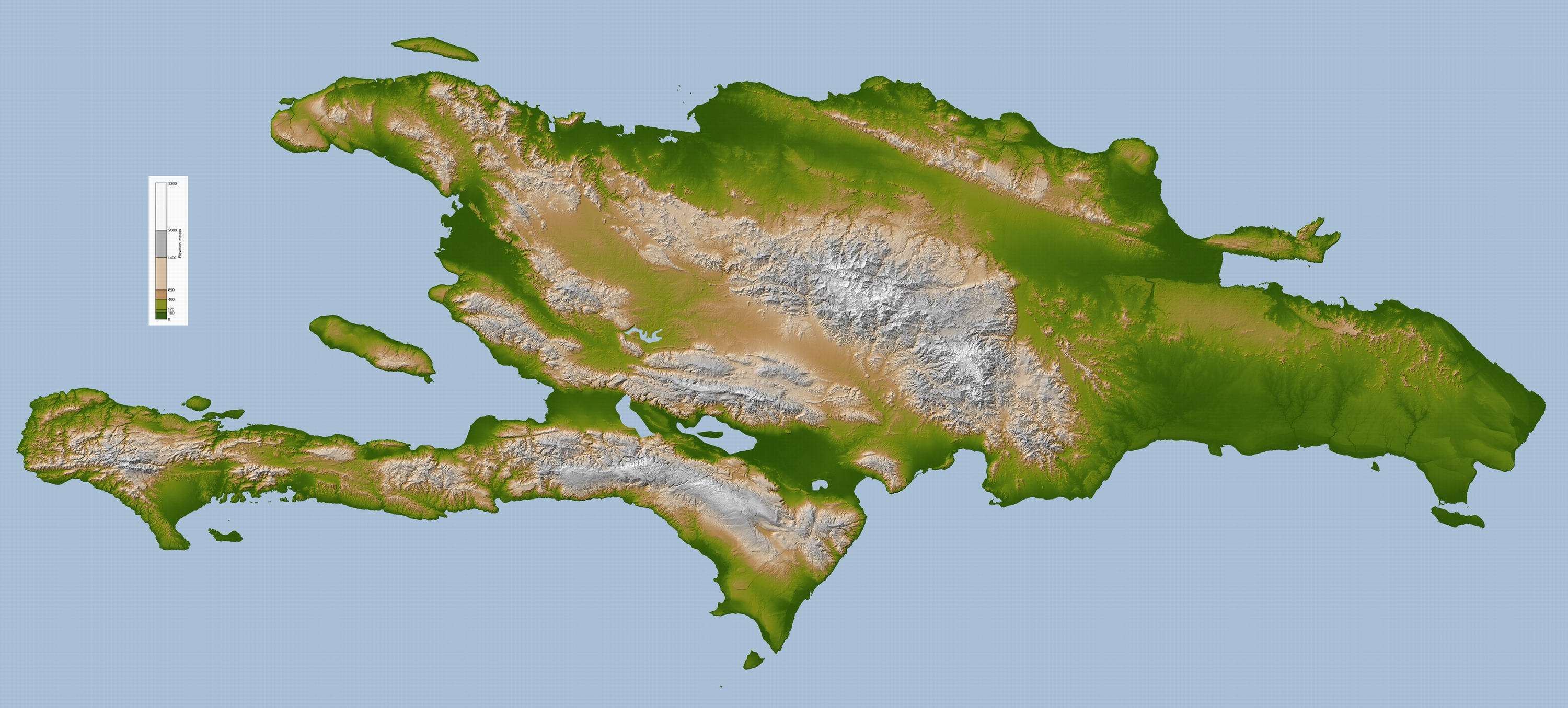
1492: Cristofor Columb a devenit primul european care a ajuns în insula Hispaniola (astăzi Haiti și Republica Dominicană).

1703: Primarul Johann Sachs von Harteneck este decapitat în Piața Mare din Sibiu

- 63 î.Hr.: Cicero ține ultimul său discurs îndreptat împotriva senatorului Lucius Sergius Catilina.
- 1484: Papa Inocențiu al VIII-lea emite bula papală Summis desiderantes affectibus împotriva magiei și vrăjitoriei.
- 1492: Cristofor Columb a devenit primul european care a ajuns în insula Hispaniola (astăzi Haiti și Republica Dominicană).
- 1560: În Franța regele Francisc al II-lea moare și este succedat de Carol al IX-lea.
- 1590: Niccolò Sfondrati devine Papa Grigore al XIV-lea.
- 1703: Johann Sachs von Harteneck, primarul Sibiului este decapitat, după ce a criticat faptul că sașii, care reprezentau 10% din populația Transilvaniei, plăteau 60% din taxele percepute în principat.
- 1757: Prusacii conduși de Frederick cel Mare au învins o armată austriacă în bătălia de la Leuthen, în cadrul Războiului de Șapte Ani.
- 1848: Președintele american James Knox Polk a declanșat celebra "goană dupa aur", după ce a anunțat descoperirea de mari zăcăminte cu acest metal prețios în California.
- 1857: A apărut la București gazeta politică și literară "Naționalul".
- 1864: Alexandru Ioan Cuza promulgă legea instrucțiunii, prima lege prin care învățământul era organizat în mod unitar și erau stabiliți anii de studiu: învățământul primar, de patru ani, gratuit și obligatoriu, cel secundar, de șapte ani și universitar, de trei ani.
- 1872: Brigatina "Mary Celeste", aflată sub pavilion american, a fost găsită acostată pe costele Portugaliei, toți membrii echipajului fiind dați dispăruți.
- 1931: Catedrala Hristos Mântuitorul din Moscova a fost distrusă la ordinul lui Stalin.
- 1933: În SUA se încheie prohibiția. Decretată la 16 ian. 1920, prin aplicarea celui de-al 18-lea Amendament al Constituției SUA, care condamnă producerea, transportul sau comercializarea alcoolului, prohibiția nu a determinat, așa cum se dorise, o îmbunătățire a vieții sociale și economice, fiind marcată de corupție, crime și ilegalități.
- 1936: Uniunea Sovietică adoptă o nouă constituție.
- 1940: Într-o scrisoare adresată lui Ion Antonescu, Constantin I.C. Brătianu îi cere generalului să pună capăt dezordinii create de legionari, dezordine care ar putea amenința chiar independența țării.
- 1941: Al Doilea Război Mondial: Marea Britanie declară război Finlandei, Ungariei și României.
- 1965: Conciliul Vatican II adoptă declarația Dignitatis Humanae, despre libertatea religioasă și de conștiință.
- 2001: A avut loc ceremonia de inaugurare a noului edificiu al Bibliotecii Academiei Române, cu o suprafață de aproximativ 16.000 mp.
- 2013: Curtea Constituțională a Republicii Moldova a decis că textul Declarației de Independență, în care „limba română” este calificată drept limbă oficială a Republicii Moldova, prevalează asupra textului Constituției, care folosește denumirea de „limbă moldovenească”, deschizând calea pentru uzul oficial al denumirii de „limbă română” în actele oficiale și în administrația de stat.
- 2017: Moare de leucemie, la Aubonne, Elveția, ultimul suveran al României, Regele Mihai I, la vârsta de 96 de ani. Trupul neînsuflețit a fost adus în România pe 13 decembrie, iar funeraliile au avut loc pe 16 decembrie, în București. A fost înmormântat în Noua Catedrală Arhiepiscopală și Regală de la Curtea de Argeș, lângă soția sa Regina Ana. Autoritățile au declarat trei zile de doliu național în perioada 14-16 decembrie.
- 2017: Comitetul Olimpic Internațional interzice Rusiei să participe la Jocurile Olimpice de iarnă din 2018 pentru dopaj la Jocurile Olimpice de iarnă din 2014.

## Nașteri
- 1443: Papa Iulius al II-lea (d. 1513)
- 1782: Martin Van Buren, politician american, al 8-lea președinte al Statelor Unite (d. 1862 )
- 1859: Nicolae Petrașcu, critic literar și prozator român (d. 1944)
- 1867: Józef Piłsudski, politician polonez (d. 1935)
- 1868: Arnold Sommerfeld, fizician și matematician german (d. 1951)
- 1870: Stan Poetaș, general român de armată (d. 1919)

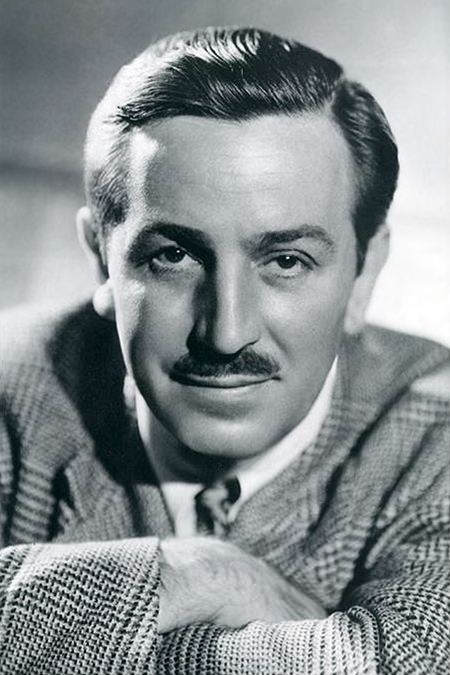
Walt Disney, desenator, regizor american
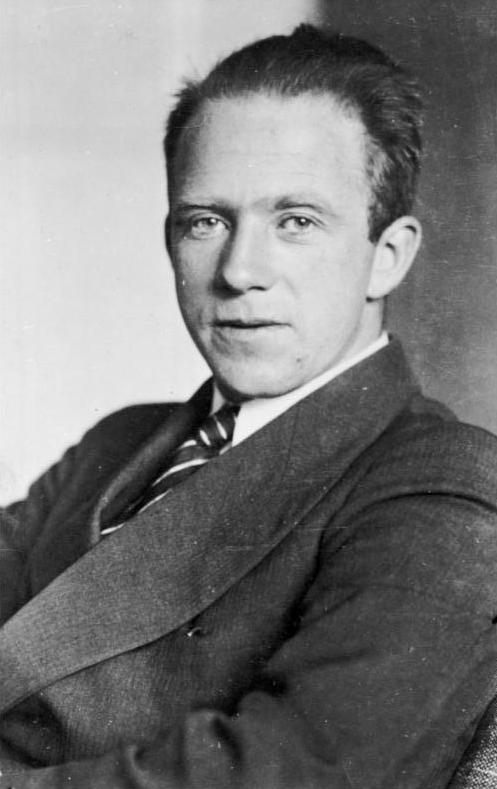
Werner Heisenberg, fizician german, laureat Nobel
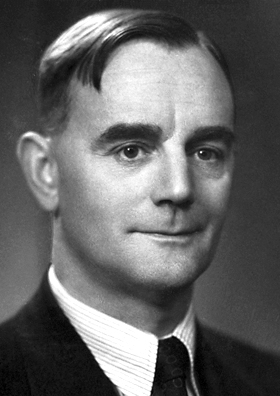
Cecil Frank Powell, fizician englez, laureat Nobel

- 1885: Ernest Cormier, inginer și arhitect canadian (d. 1980)
- 1890: Fritz Lang, regizor de film (d.1976)
- 1901: Walt Disney, desenator, regizor și producător de film animat american (d. 1966)
- 1901: Werner Heisenberg, fizician german, laureat al Premiului Nobel (1932), (d. 1976)
- 1902: Strom Thurmond, politician american (d. 2003)
- 1902: Nicolae Veniaș, actor român (d. 1978)
- 1903: Cyril Jackson, astronom sud african (d. 1988)
- 1903: Cecil Frank Powell, fizician englez, laureat Nobel (d. 1969)
- 1905: Otto Preminger, regizor de film de origine austriacă  (d.  1986)
- 1911: Alfred Manessier, pictor francez (d. 1993)
- 1918: Alexandru Bidirel, rapsod popular român (d. 1985)
- 1927: Bhumibol Adulyadej, rege al Thailandei între 1946-2016 (d. 2016)
- 1931: Jean-François Bergier, istoric elvețian (d. 2009)
- 1931: Kyōko Kagawa, actriță japoneză
- 1932: Sheldon Lee Glashow, fizician american, laureat Nobel
- 1932: Little Richard (n. Richard Wayne Penniman), cântăreț, compozitor și muzician american, unul dintre primii muzicieni rock and roll (d. 2020)
- 1934: Joan Didion, scriitoare americană (n. 1934)
- 1940: Nicolae Viorel Oproiu, politician român, primar al Bucureștiului între 1990-1991
- 1943: Nicolae Văcăroiu, politician român, prim-ministru al României
- 1944: Hideyuki Ashihara, maestru în karate japonez (d. 1995)
- 1946: Jose Carreras, tenor spaniol
- 1954: Ionel Iuga, fotbalist român
- 1955: Dumitru Găleșanu, poet român postmodern
- 1959: Adrian Miuțescu, politician român
- 1963: Michael Edwards, schior englez
- 1965: Vasile Baghiu, scriitor român

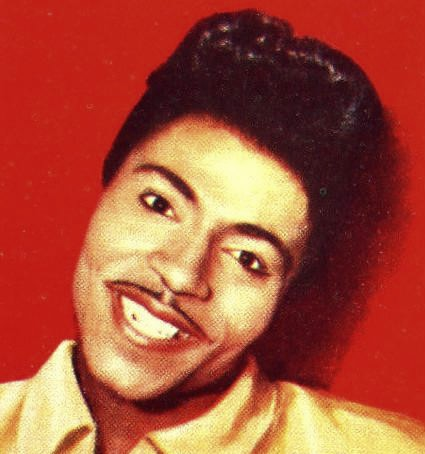
Little Richard, muzician american
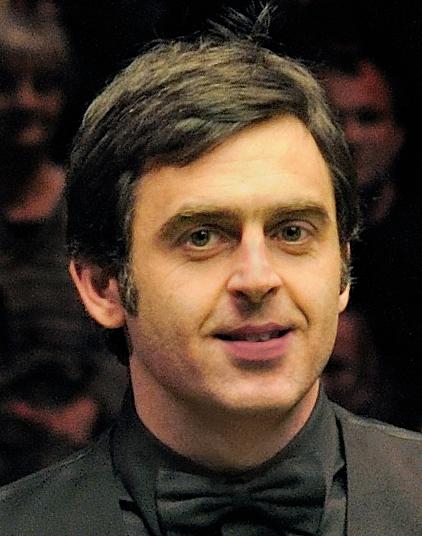
Ronnie O'Sullivan, jucător englez de snooker
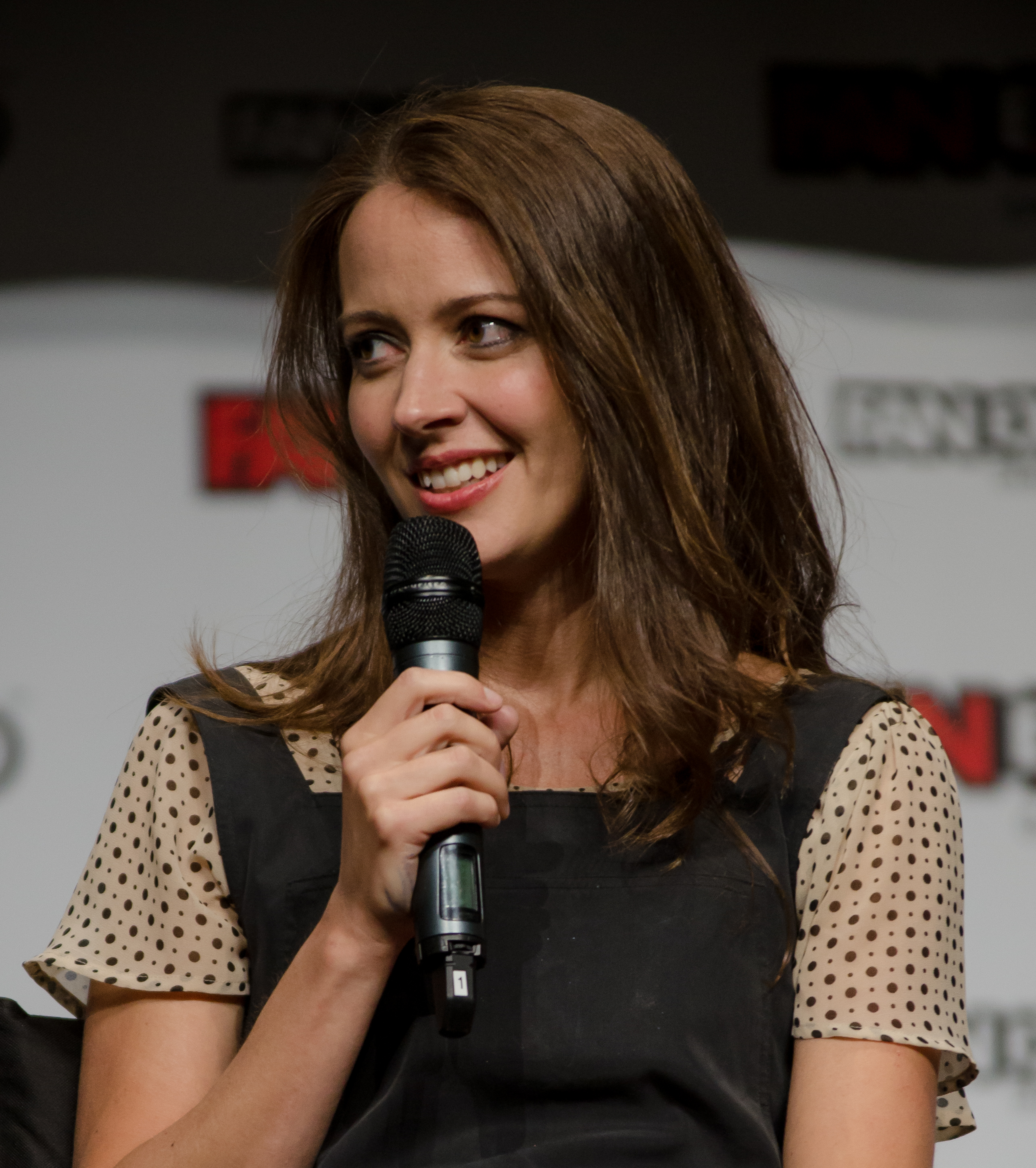
Amy Acker, actriță americană

- 1966: Patricia Kaas, cântăreață franceză
- 1967: Bogdan Stelea, jucător și antrenor român de fotbal
- 1972: Ovidiu Stîngă, jucător și antrenor român de fotbal
- 1973: Sorin Grindeanu, politician român, prim-ministru al României pentru 6 luni în 2017
- 1973: Ciprian Vălcan, eseist și filosof român
- 1975: Ronnie O'Sullivan, jucător englez de snooker
- 1976: Amy Acker, actriță americană
- 1976: Tiberiu Agoston, atlet român
- 1976: Sachiko Kokubu, actriță japoneză și fotomodel
- 1978: David Hodges, compozitor, producător, pianist și vocalist american
- 1979: Cristina Vărzaru, handbalistă română
- 1982: Cosmin Perța, poet, prozator și eseist român
- 1982: Keri Hilson, cântăreață americană
- 1985: André-Pierre Gignac, fotbalist francez
- 1985: Jürgen Gjasula, fotbalist german
- 1985: Roxana Lupu, actriță română
- 1993: Ross Barkley, fotbalist englez
- 1993: Luciano Vietto, fotbalist argentinian
- 1998: Nicole Cherry, cântăreață română

## Decese
- 1560: Francisc al II-lea, regele Franței (n. 1544)
- 1791: Wolfgang Amadeus Mozart, compozitor, pianist, violonist și dirijor austriac (n. 1756)
- 1870: Alexandre Dumas (tatăl), scriitor francez (n. 1802)

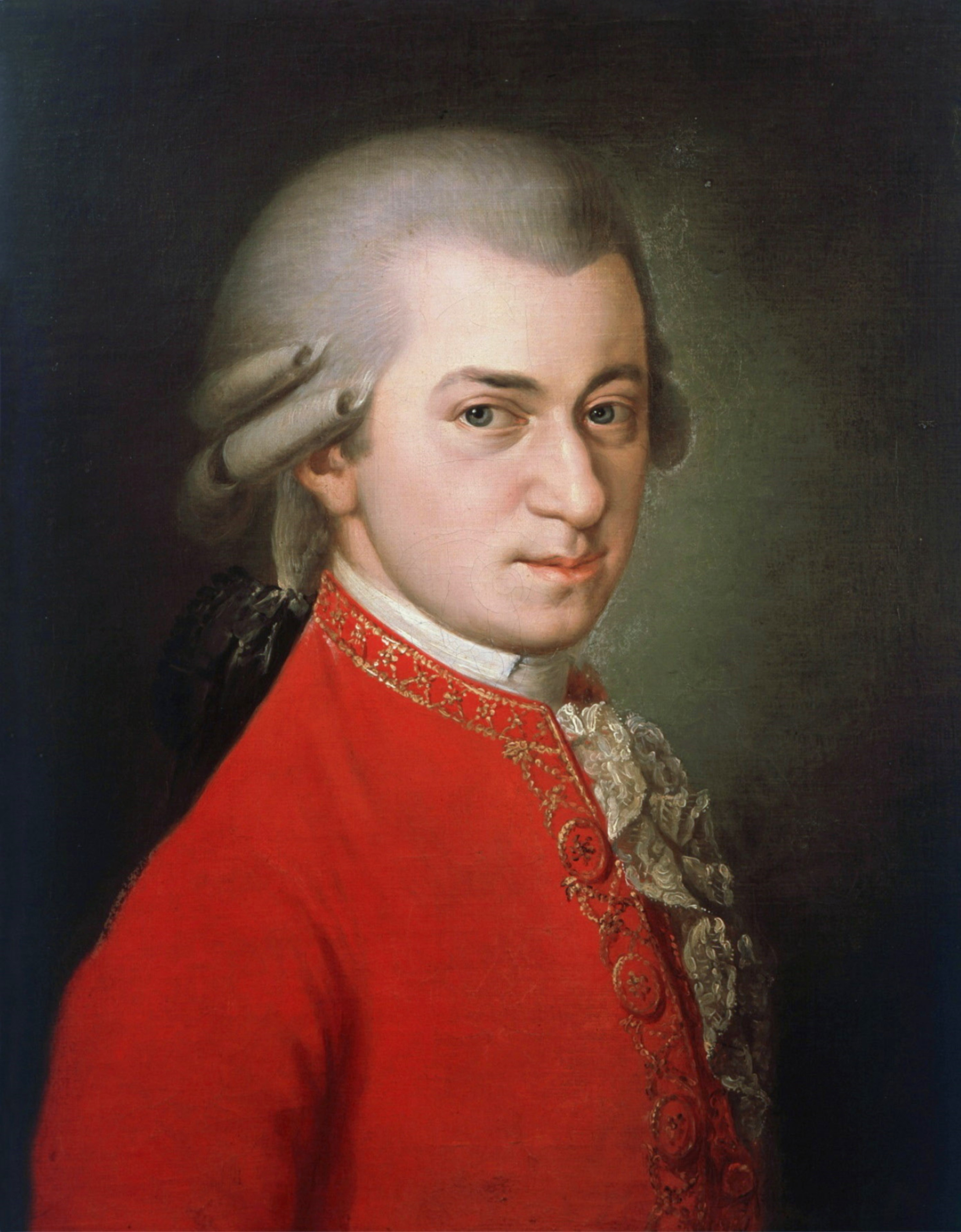
Wolfgang Amadeus Mozart, compozitor austriac
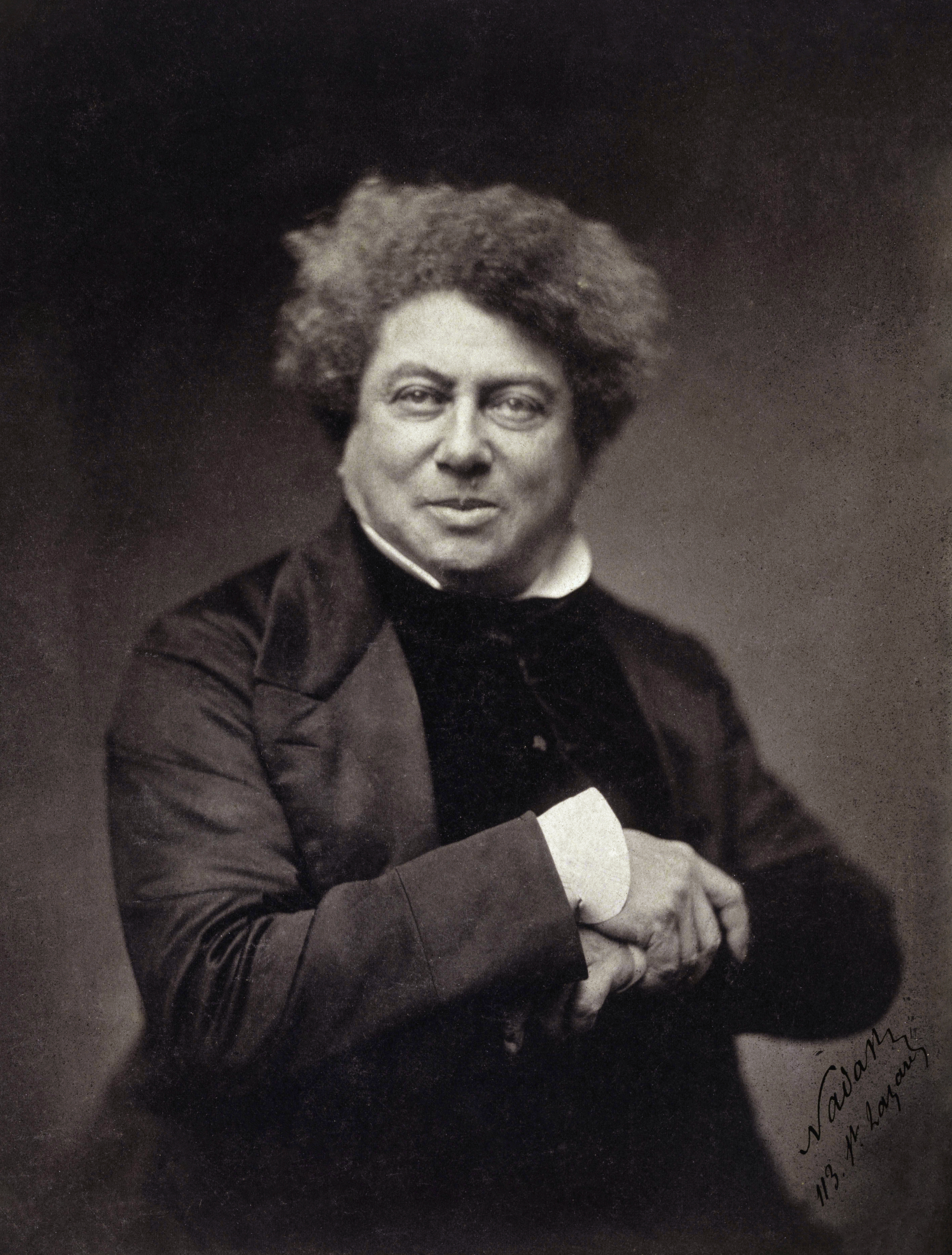
Alexandre Dumas (tatăl), scriitor francez
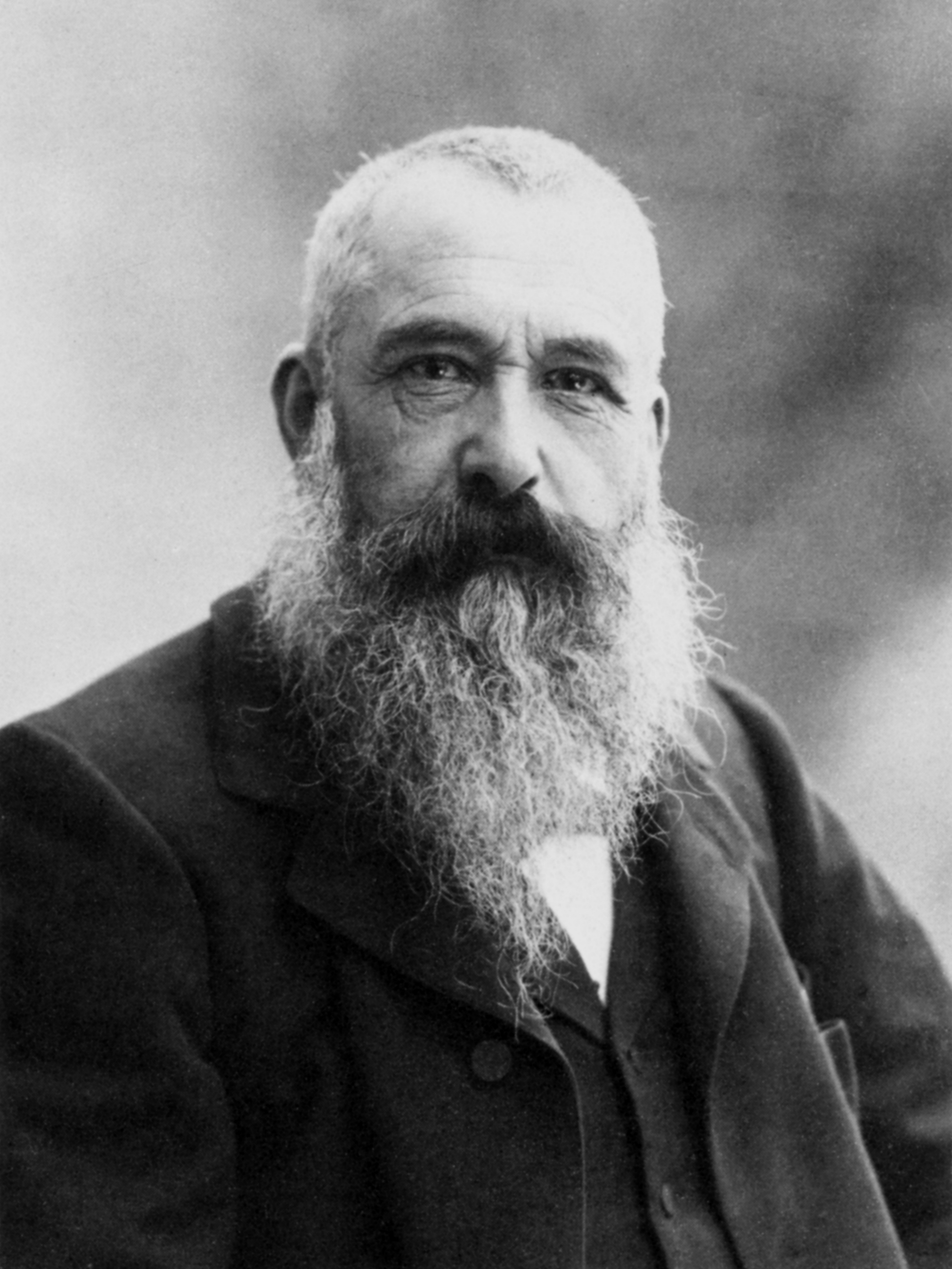
Claude Monet, pictor francez

- 1891: Pedro al II-lea al Braziliei (n. 1825)
- 1916: Prințesa Augusta de Cambridge (n. 1822)
- 1925: Władysław Reymont, scriitor polonez, laureat al Premiului Nobel pentru Literatură pe anul 1924 (n. 1867)
- 1926: Claude Monet, pictor francez (n. 1840)
- 1940: Jan Kubelík, compozitor și violonist ceh (n. 1880)
- 1974: Zaharia Stancu, poet, romancier și ziarist român (n. 1902)
- 1975: Constantin (Dinu) Pillat, prozator, critic și istoric literar român (n.  1921)
- 1983: Robert Aldrich, regizor, scenarist și producător de film american (n. 1918)
- 2007: Iosif Dan, politician român (n. 1950)
- 2007: Karlheinz Stockhausen, compozitor german (n. 1928)
- 2008: Anca Parghel, cântăreață și profesoară de jazz română (n. 1957)

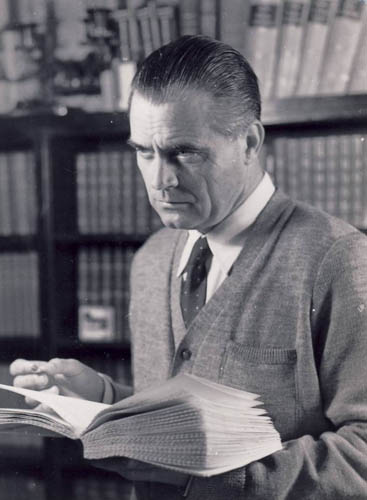
Zaharia Stancu, scriitor român
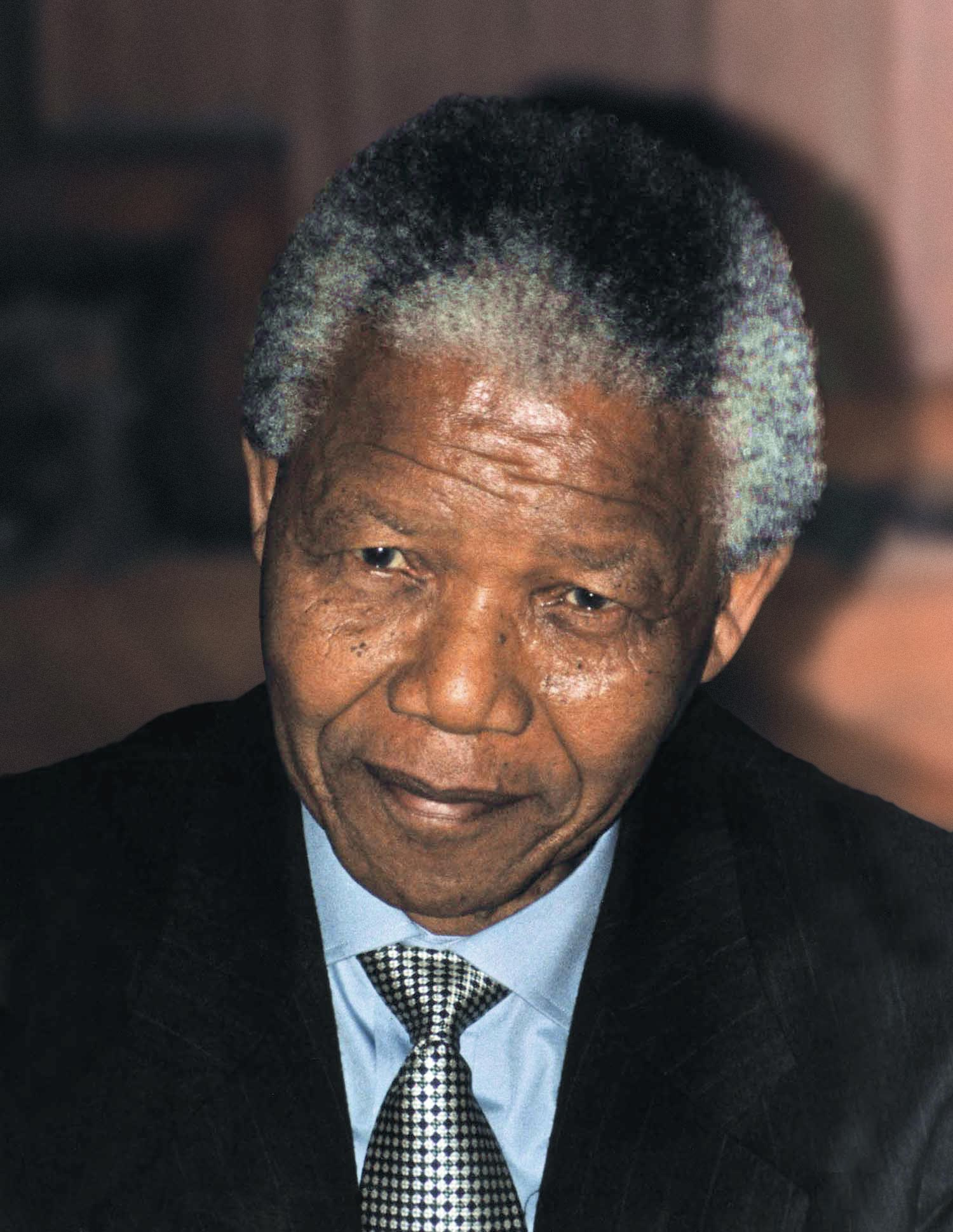
Nelson Mandela, om politic sud-african, laureat Nobel
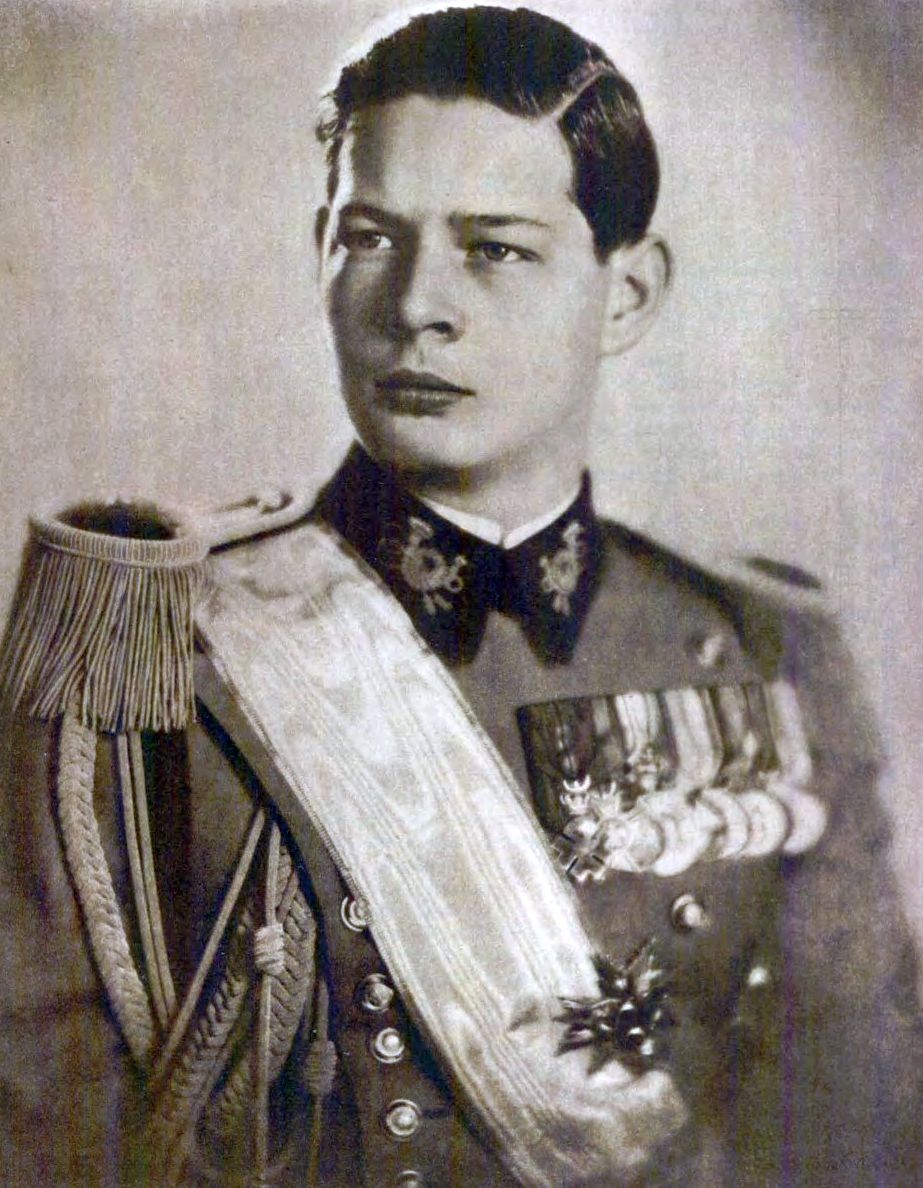
Regele Mihai I al României

- 2008: Ticu Dumitrescu, politician român (n. 1928)
- 2008: Alexei al II-lea, patriarh al Bisericii Ortodoxe Ruse (n. 1929)
- 2008: Paul Niculescu-Mizil, politician român (n. 1923)
- 2009: Alfred Hrdlicka, artist plastic austriac (n. 1928)
- 2010: Gheorghe Enoiu, colonel de Securitate (n. 1927)
- 2012: Oscar Niemeyer, arhitect brazilian (n. 1907)
- 2013: Nelson Mandela, primul președinte de culoare al Republicii Africa de Sud, laureat al Premiului Nobel (n. 1918)
- 2017: Jean d’Ormesson, scriitor și jurnalist francez (n. 1925)
- 2017: Mihai I, rege al României (n. 1921)
- 2020: Ildikó Pécsi, actriță maghiară (n. 1940)
- 2020: Viktor Ponedelnik, fotbalist rus, câștigător al Campionatului European (1960) (n. 1937)
- 2021: Bob Dole, politician american (n. 1923)
- 2022: Kirstie Alley, actriță americană (n. 1951)

## Sărbători
- Sf. Sava cel Sfințit; Sf. Mc. Atanasie; Cuv. Nectarie (calendar creștin-ortodox)
- Sf. Sava (calendar romano-catolic)
- Sf. Sava cel Sfințit (calendar greco-catolic)
- Ziua internațională a voluntarilor Națiunilor Unite în slujba dezvoltării economice și sociale